# Turobin (gmina)
Turobin (daw. przejściowo gmina Czernięcin) – gmina miejsko-wiejska w województwie lubelskim, w powiecie biłgorajskim. W latach 1975–1998 gmina położona była w województwie zamojskim. Siedziba gminy to Turobin. 31 grudnia 2006 gminę zamieszkiwały 6884 osoby.
Za Królestwa Polskiego gmina należała do powiatu krasnostawskiego w guberni lubelskiej. 1 stycznia?/13 stycznia 1870 do gminy przyłączono pozbawiony praw miejskich Turobin.

## Struktura powierzchni
Według danych z roku 2002 gmina Turobin ma obszar 162,02 km², w tym:
- użytki rolne: 76%
- użytki leśne: 19%

Gmina stanowi 9,66% powierzchni powiatu.

## Demografia

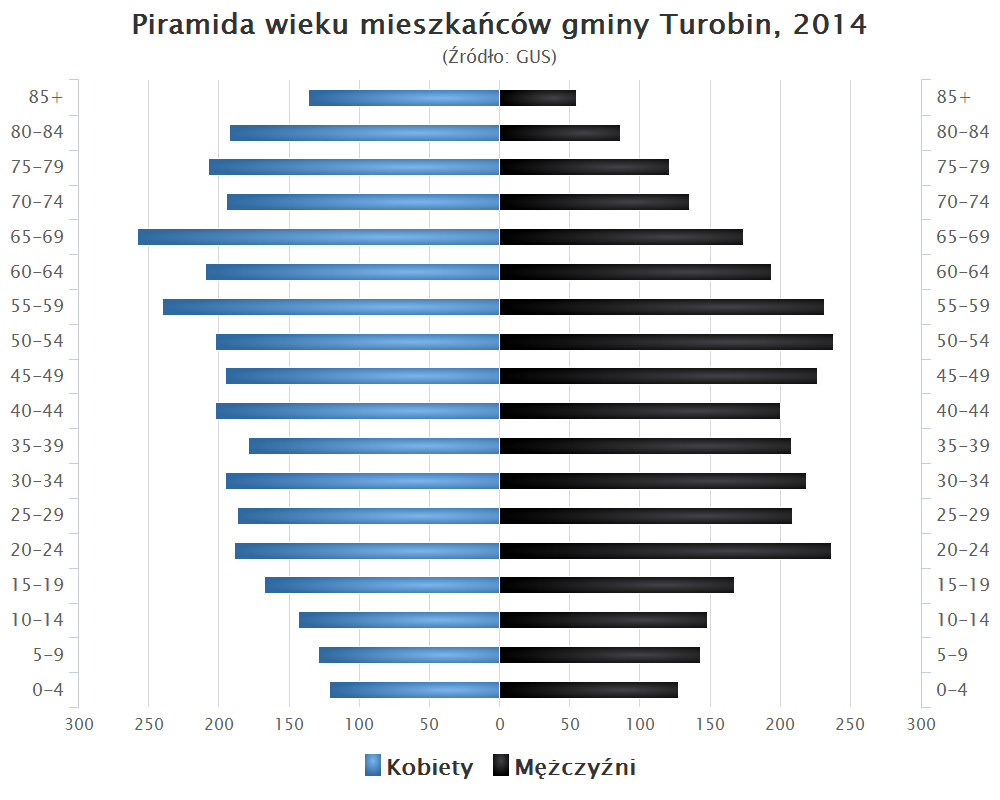
Piramida wieku mieszkańców gminy Turobin w 2014 roku

Dane z 30 czerwca 2004:
| Opis                              | Ogółem | Ogółem | Kobiety | Kobiety | Mężczyźni | Mężczyźni |
| --------------------------------- | ------ | ------ | ------- | ------- | --------- | --------- |
| jednostka                         | osób   | %      | osób    | %       | osób      | %         |
| populacja                         | 7095   | 100    | 3653    | 51,5    | 3442      | 48,5      |
| gęstość zaludnienia (mieszk./km²) | 43,8   | 43,8   | 22,5    | 22,5    | 21,2      | 21,2      |

## Sołectwa
Czernięcin Główny, Czernięcin Poduchowny, Elizówka, Gaj Czernięciński, Gródki (sołectwa: Gródki Drugie i Gródki Pierwsze), Guzówka-Kolonia, Huta Turobińska, Nowa Wieś, Olszanka, Przedmieście Szczebrzeszyńskie, Rokitów, Tarnawa Duża, Tarnawa-Kolonia, Tarnawa Mała, Tokary, Turobin, Wólka Czernięcińska, Zabłocie, Zagroble, Załawcze, Żabno, Żabno-Kolonia, Żurawie.

## Sąsiednie gminy
Chrzanów, Goraj, Radecznica, Rudnik, Sułów, Wysokie, Zakrzew, Żółkiewka